# BMP-23
BMP-23 – bułgarski bojowy wóz piechoty wykorzystujący zmodyfikowane podwozie radzieckiego transportera opancerzonego MTLB

## Historia
W latach 70. Bułgaria nabyła w ZSRR licencję na produkcje dział samobieżnych 2S1 Goździk i zbliżonych konstrukcyjnie transporterów MTLB. Kilka lat później w Bułgarii rozpoczęto prace nad budową bojowego wozu piechoty. Zbudowano go z wykorzystaniem podzespołów podwozia haubicy 2S1 i MTLB. Wóz zaopatrzono w kompletną wieżę rosyjskiego bwp BMP-2. Testy konstrukcji oznaczonej jako BMP-30 zakończyły się pomyślnie, ale uruchomienie produkcji wozu wymagałoby kupna w ZSRR kompletnych wież z uzbrojeniem, albo licencji na ich produkcję w Bułgarii. Dlatego zdecydowano o opracowaniu własnej wieży.
Podobnie jak przy opracowywaniu podwozia, w celu obniżenia kosztów opracowywania wieży zdecydowano się sięgnąć po podzespoły produkowane już w Bułgarii. Głównym uzbrojeniem wozu została odpowiednio zmodyfikowana armata automatyczna kalibru 23 mm przejęta z armaty przeciwlotniczej ZU-23-2. Z armata sprzężono czołgowy karabin maszynowy PKT. Dodatkowo wzorem BMP-1 na wieży umieszczono pojedynczą prowadnicę ppk 9M14 Malutka.
BMP-23 jest produkowany seryjnie i znajduje się na uzbrojeniu armii bułgarskiej. Powstała także zmodyfikowana wersja BMP-23A którą wyposażono w wyrzutnie nowszych ppk (9M111 Fagot) i sześć wyrzutni granatów dymnych.

## Opis konstrukcji
BMP-23 jest bojowym wozem piechoty przeznaczonym do wsparcia czołgów. Jest zdolny do przewożenia piechoty, zapewniając jej zabezpieczenie przed pociskami broni ręcznej oraz wsparcie, gdy przystępuje ona do działania poza pojazdem. BMP-23 stanowi wyposażenie piechoty zmechanizowanej i jest wozem pływającym.
Załogę BMP-23 tworzy dowódca, działonowy, kierowca i siedmiu żołnierzy piechoty. Kierowca zajmuje miejsce w przedziale kierowania, działonowy i dowódca w wieży, a desant w tylnej części pojazdu.
Kadłub BMP-23 tworzy sztywną skrzynię zespawaną ze stalowych blach. Część przednią tworzą dwie pochylone płyty pancerne.
W przedniej części kadłuba znajdują się przedziały kierowania, za nim napędowy z silnikiem JaMZ-238N. W środkowej przedział bojowy z wieżą, a w tylnej przedział desantu.
W przedziale napędowym umieszczony jest silnik i układ przeniesienia mocy. Napęd BMP-23 stanowi czterosuwowy, wysokoprężny, chłodzony cieczą silnik JaMZ-238N. Jest on zbudowany w układzie V i ma moc 232 kW. Moc z silnika na koła napędowe jest przenoszona przy pomocy sterowanego hydraulicznie mechanicznego układu przeniesienia mocy. Mechanizm przenoszenia mocy umożliwia ruch wozu do tyłu, hamowanie oraz skręcanie. Skrzynia biegów siedmiobiegowa (sześć biegów do przodu + wsteczny).
BMP-23 posiada zawieszenie niezależne na wałkach skrętnych. Każde z 14 pojedynczych kół jezdnych jest połączone za pomocą wahacza z wałkiem skrętnym. Napęd z silnika jest przekazywany na znajdujące się w przedniej części pojazdu koła napędowe. Z tyłu pojazdu znajdują się koła napinające. Gąsienice stalowe, dwugrzebieniowe z przegubami gumowymi.
W przedziale kierowania stanowisko ma kierowca. Kierowca obserwuje teren przed wozem za pomocą trzech peryskopów umieszczonych wokół włazu. Środkowy peryskop może być zamieniony na peryskop nocny.
W środkowej części pojazdu znajduje się przedział bojowy z wieżą obrotową. W wieży znajduje się zasadnicze uzbrojenie wozu: 23 mm armata i sprzężony z nią karabin maszynowy PKT. Na wieży zamocowana jest wyrzutnia umożliwiającą odpalanie pocisków ppk 9M14 Malutka. Działko jest zasilane taśmowo i ma szybkostrzelność 400 strz./min. Do celowania służy działonowemu dzienno-nocny celownik, a obserwację poza polem widzenia celownika zapewniają peryskopy.
W przedziale tylnym miejsca zajmują żołnierze desantu. Mogą oni obserwować teren z tyłu i boków wozu przy pomocy czterech peryskopów. W razie potrzeby mogą oni prowadzić ogień z broni osobistej przez otwory strzeleckie.